# 味美白山神社古墳
味美白山神社古墳（あじよしはくさんじんじゃこふん）は愛知県春日井市にある古墳。味美古墳群の一つ。

## 概要
前方後円墳で、古墳全体が白山神社の社地であり、社殿が置かれているため墳頂部周辺に改変が見られるが全体的にはかなり原型をとどめている。出土品や墳丘の形状から、5世紀末から6世紀初頭にかけて築造されたと考えられている。1983年（昭和58年）に愛知県指定史跡となった。
神社の御旅所であった御旅所古墳や味美二子山古墳がある二子山公園に隣接する。

## 規模と構造

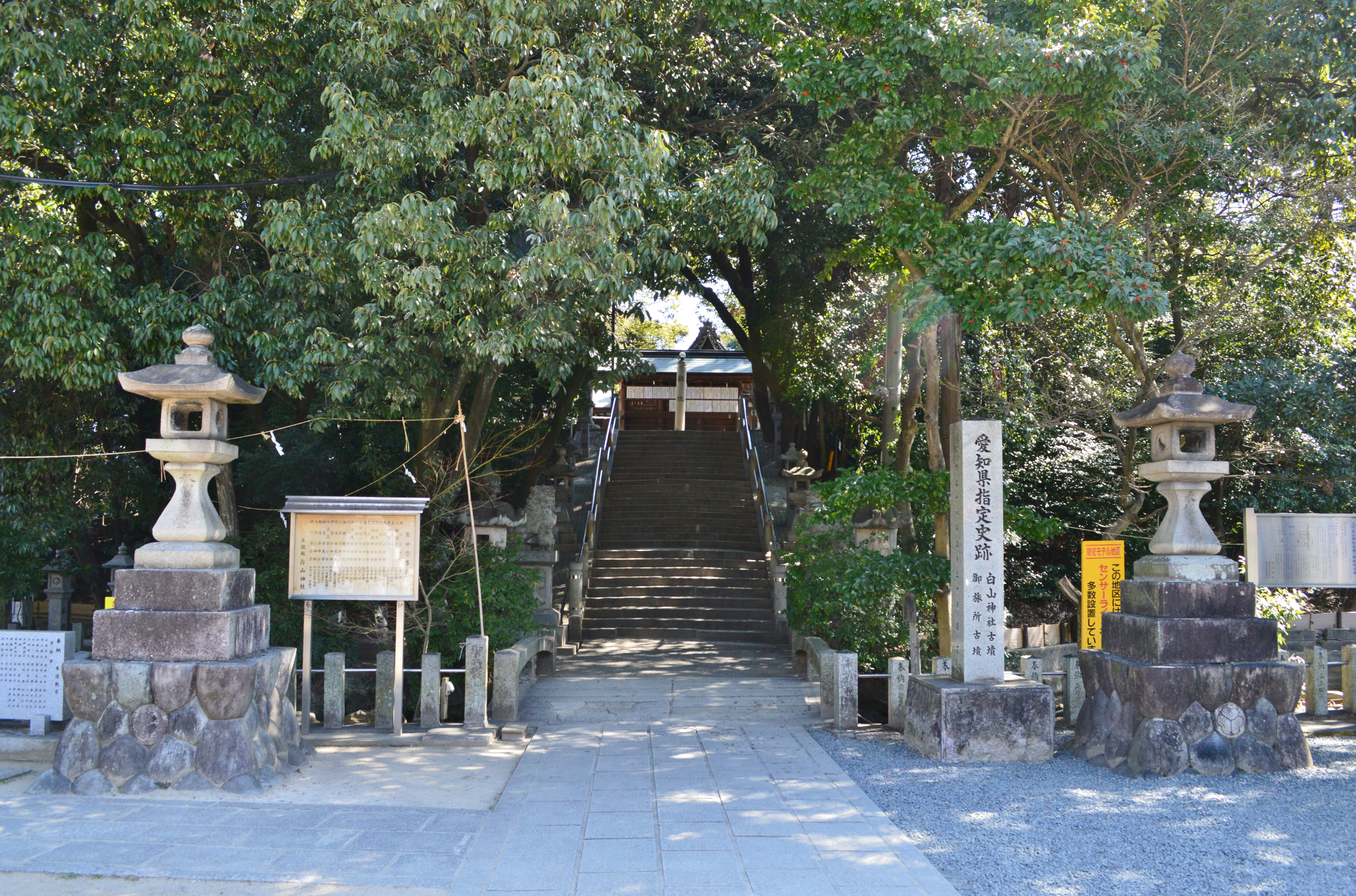
前方部正面

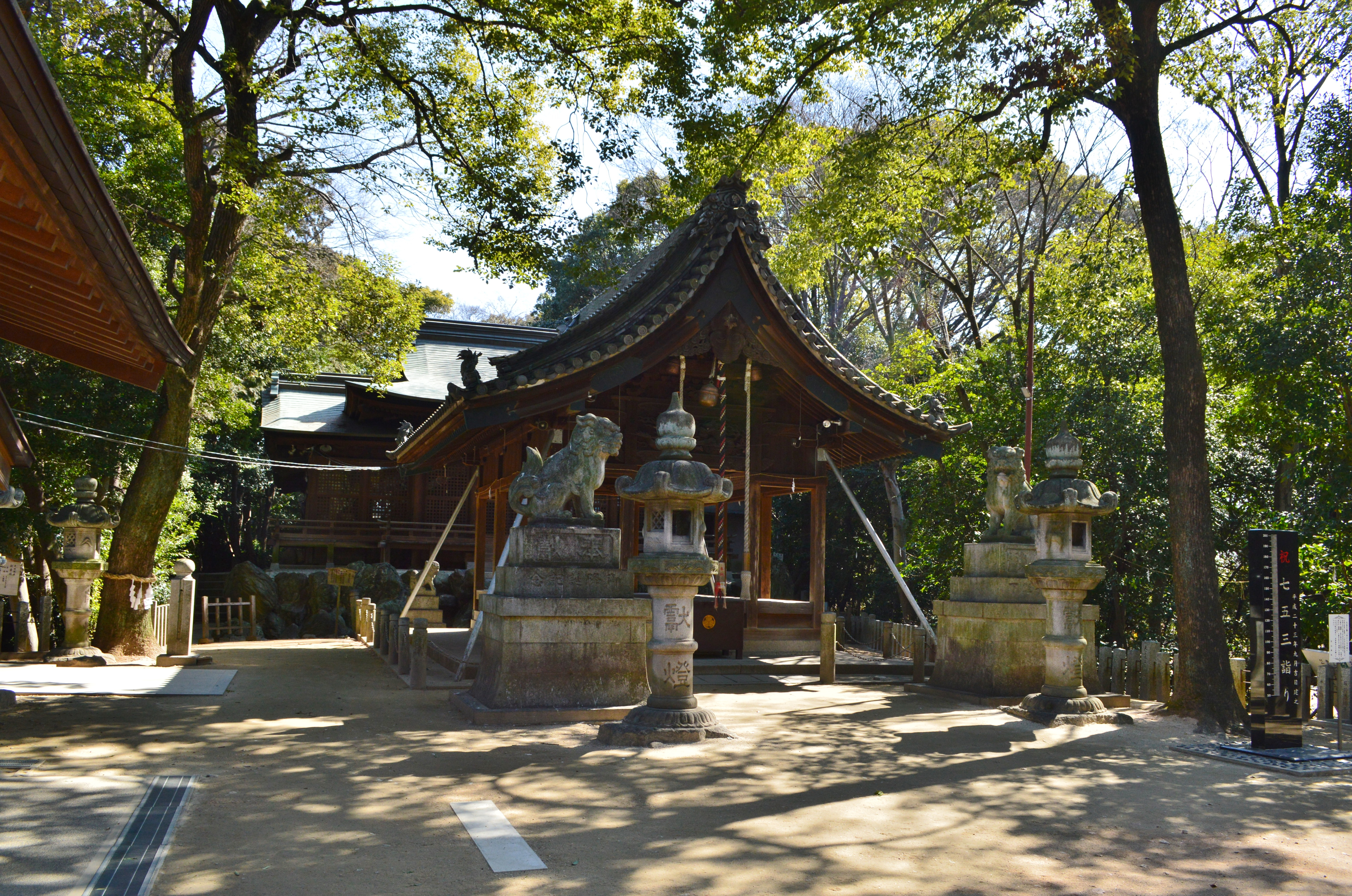
墳丘上の白山神社社殿

主軸は西北西70°で墳長は約86メートル、後円部径約48メートル、高さ約6.5〜7メートル。前方部は幅・長さともに約48メートルで高さ約5メートル。くびれ部の幅は約30メートルで両側に造出がある。馬蹄型の周濠が残存しているが、前方部（神社の参道）側の一部は区切られて池として利用されている。また、墳丘には葺石が残存している。なお、主体部については未だ調査がなされていない。

## 出土品
かつて周濠から円筒埴輪片が発見されたと伝わる。2007年（平成19年）に初めて発掘調査が行われ、墳丘北西部のテラス面で円筒埴輪5〜6基おきに朝顔型埴輪を挟んだ埴輪列が検出された。また、周濠から形象埴輪（家型・人物）や須恵器が出土している。